# Острів Бруснєва
Острів Бруснева — невеликий острів у морі Лаптевих. Розташований у бухті Тіксі за 5 км на схід від селища Тіксі. Розміри острова 1 на 2 км.
1903 року командир шхуни «Зоря» Ф. А. Матісен назвав острів на честь учасника Російської полярної експедиції інженера Михайла Івановича Бруснева, який склав докладну карту острова Новий Сибір. На острові йому встановлено обеліск.

## Топографічні карти
- Аркуш карти R-52-III,IV Тикси. Масштаб: 1 : 200 000. Стан місцевості на 1982 р. Видання 1987 р. (рос.)